# Parnassius jacquemontii
Espèce
Parnassius jacquemontii ou Apollon caréné est une espèce d'insectes lépidoptères de la famille des Papilionidae, de la sous-famille des Parnassiinae et du genre Parnassius.

## Dénomination
Parnassius jacquemontii a été décrit par Jean-Baptiste Alphonse Dechauffour de Boisduval en 1836.

### Nom vernaculaire
Parnassius jacquemontii se nomme Keeled Apollo en anglais.

### Sous-espèces

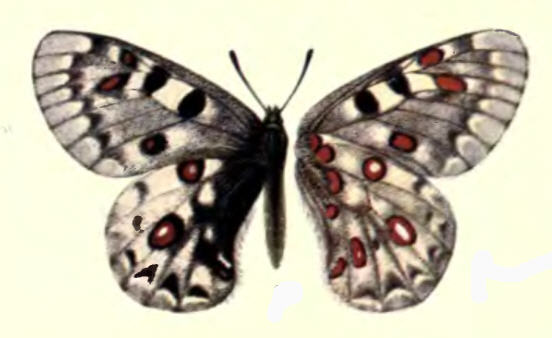
Parnassius jacquemontii à gauche dessus, à droite revers

- Parnassius jacquemontii jupiterius Bang-Haas
- Parnassius jacquemontii mercurius Grum-Grshimailo, 1891
- Parnassius jacquemontii pamirus O. Bang-Haas, 1927
- Parnassius jacquemontii rubicundus Stichel, 1906
- Parnassius jacquemontii tatungi Bryk & Eisner
- Parnassius jacquemontii thibetanus Leech
- Parnassius jacquemontii variabilis Stichel, 1906[1].

## Description
Parnassius jacquemontii est un papillon blanc grisé veiné de gris. Le dessus présente une partie basale gris très foncé, peu de taches rouges et aux ailes postérieures une ligne submarginale de chevrons noirs. Le revers est plus clair  avec de plus nombreuses taches rouges.

## Biologie

### Période de vol et hivernation
Parnassius jacquemontii vole en juillet et aout.

### Plantes hôtes
Les plantes hôtes de sa chenille sont des Rhodiola.

## Écologie et distribution
Parnassius jacquemontii est présent en Afghanistan, en Ouzbékistan, au Tadjikistan, au nord du Pakistan, dans le nord-ouest de l'Inde, au Tibet et dans l'ouest de la Chine,.

### Biotope
Parnassius jacquemontii réside en montagne entre 2 900 m et 4 500 m.

### Protection
L'espèce nominale est protégée en Inde.